# Дельмер, Селестен
Селесте́н Дельме́р (фр. Célestin Delmer, произносится [selestɛ̃ dɛlmɛʁ]; 15 февраля 1907 — 2 марта 1996) — французский футболист, полузащитник, участник чемпионата мира 1930 года.

## Биография
На клубном уровне Дельмер выступал за французские команды «Стад Олимпик де л’Эст», «Мюлуз», «Амьен», «Эксельсиор» и «Ред Стар».
За сборную провёл 11 игр, в том числе матч против сборной Чили на чемпионате мира 1930 и матч отборочного турнира к чемпионату мира 1934 против сборной Люксембурга, в котором французы одержали победу со счётом 6:1.
| Матчи и голы Селестена Дельмера за сборную Франции | Матчи и голы Селестена Дельмера за сборную Франции | Матчи и голы Селестена Дельмера за сборную Франции | Матчи и голы Селестена Дельмера за сборную Франции | Матчи и голы Селестена Дельмера за сборную Франции | Матчи и голы Селестена Дельмера за сборную Франции | Матчи и голы Селестена Дельмера за сборную Франции |
| -------------------------------------------------- | -------------------------------------------------- | -------------------------------------------------- | -------------------------------------------------- | -------------------------------------------------- | -------------------------------------------------- | -------------------------------------------------- |
| №                                                  | Дата                                               | Место проведения                                   | Соперник                                           | Счёт                                               | Голы                                               | Турнир                                             |
| 1                                                  | 11 мая 1930                                        | Париж, Франция                                     | Чехословакия                                       | 2:3                                                | -                                                  | Товарищеский матч                                  |
| 2                                                  | 25 мая 1930                                        | Льеж, Бельгия                                      | Бельгия                                            | 2:1                                                | -                                                  | Товарищеский матч                                  |
| 3                                                  | 19 июля 1930                                       | Монтевидео, Уругвай                                | Чили                                               | 0:1                                                | -                                                  | Чемпионат мира 1930                                |
| 4                                                  | 7 декабря 1930                                     | Париж, Франция                                     | Бельгия                                            | 2:2                                                | -                                                  | Товарищеский матч                                  |
| 5                                                  | 25 января 1931                                     | Болонья, Италия                                    | Италия                                             | 0:5                                                | -                                                  | Товарищеский матч                                  |
| 6                                                  | 15 февраля 1931                                    | Париж, Франция                                     | Чехословакия                                       | 1:2                                                | -                                                  | Товарищеский матч                                  |
| 7                                                  | 25 мая 1933                                        | Париж, Франция                                     | Уэльс                                              | 1:1                                                | -                                                  | Товарищеский матч                                  |
| 8                                                  | 10 июня 1933                                       | Прага, Чехословакия                                | Чехословакия                                       | 0:4                                                | -                                                  | Товарищеский матч                                  |
| 9                                                  | 6 декабря 1933                                     | Лондон, Англия                                     | Англия                                             | 1:4                                                | -                                                  | Товарищеский матч                                  |
| 10                                                 | 25 марта 1934                                      | Париж, Франция                                     | Чехословакия                                       | 1:2                                                | -                                                  | Товарищеский матч                                  |
| 11                                                 | 15 апреля 1934                                     | Люксембург, Люксембург                             | Люксембург                                         | 6:1                                                | -                                                  | Отбор к ЧМ-1934                                    |

Итого: 11 матчей / 0 голов; 2 победы, 2 ничьих, 7 поражений.

## Достижения
- Обладатель Кубка Франции: 1933